# Torre de la Font del Mingo
La Torre de la Font del Mingo és una obra de Sant Sadurní d'Anoia (Alt Penedès) declarada Bé Cultural d'Interès Nacional.

## Descripció
Torre militar de forma octogonal, d'una sola estança, coronada per terrat i merlets. Té adossada una torreta de guaita amb espitlleres en un dels seus laterals, i actualment, és l'única resta visible de les antigues muralles bastides durant les guerres carlines entre 1873 i 1874, que en alguns trams aprofitava els murs existents.

## Història
Quan la torre va perdre la seva funció defensiva es convertí en dipòsit d'aigua de la font que hi ha als seus peus i que li dona nom, la font d'en Mingo. La torre fou restaurada l'any 2008 gràcies a un conveni entre l'Ajuntament i l'empresa que gestionava el servei d'aigües de Sant Sadurní d'Anoia.